# Jørgen Watne Frydnes
Jørgen Watne Frydnes, född 1984, är en norsk medlem av Norska Nobelkommittén.
Watne Frydnes blev medlem i Norska Nobelkommittén 2021 och blev dess ordförande 2024 då han efterträdde Berit Reiss-Andersen på posten. Han är den yngste person som lett kommittén.
Watne Frydnes var tidigare generalsekreterare för den norska avdelningen av författar- och yttrandefrihetsorganisationen Pen. Mellan 2011 och 2023 var han generaldirektör för Utøya AS och var ansvarig för återuppbyggnaden av ön efter attacken den 22 juli. Han har även arbetat med Läkare utan gränser.